# Sergio Schoklender

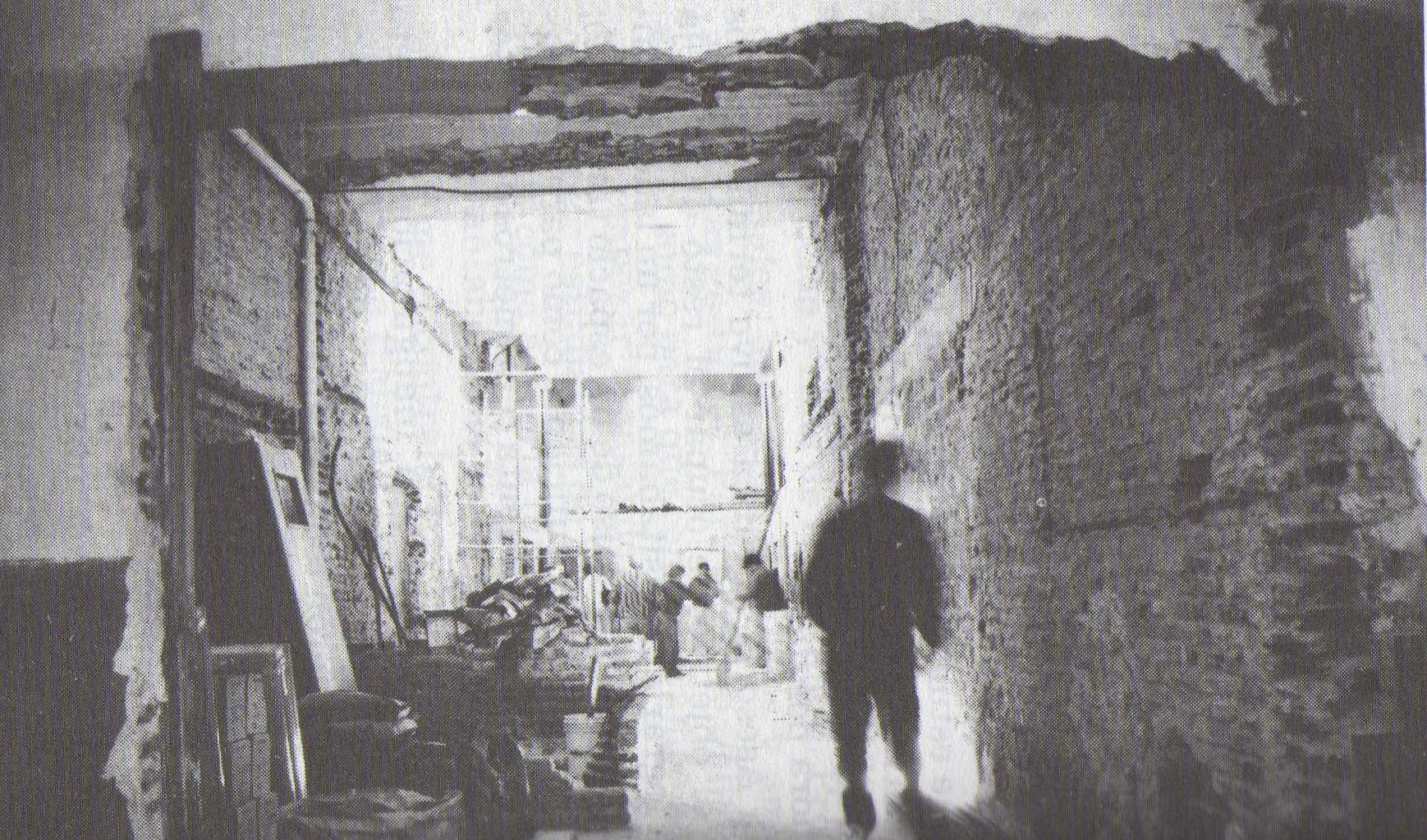
Remodelación del Centro Universitario Devoto, realizada por los internos, entre ellos S. Schoklender. 1985.

Sergio Mauricio Schoklender (Tandil, 30 de mayo de 1958) es un parricida, estafador y abogado argentino, que cobró notoriedad por haber asesinado a sus padres junto a su hermano, en Buenos Aires, y por estafas millonarias al estado argentino.

## Trayectoria
El 30 de mayo de 1981, mismo día que Sergio cumplió 23 años, aparecieron asesinados Mauricio Schoklender y Cristina Silva Romano ambos de origen judios. Sus hijos, Pablo y Sergio, fueron acusados por los asesinatos. Sergio Schoklender fue encontrado culpable y el 12 de marzo de 1985 fue condenado a prisión perpetua por parricidio. Schoklender permaneció preso desde 1981 hasta 1983 en la cárcel de Caseros, luego fue trasladado al penal de Devoto. Allí dirigió motines para reclamar por los derechos humanos de los presos y colaboró en la formación del Centro de Estudiantes de Devoto y en la remodelación voluntaria que los presos hicieron de espacios del edificio para que albergara a la sede que la Universidad de Buenos Aires estableció allí en 1985. Schoklender cursó abogacía, psicología y sociología, completando las primeras dos.
En 1991 hackeó las computadoras del Ministerio de Justicia cuando León Arslanian era ministro.
Debido a sus conocimientos de informática, el Ministerio de Justicia le encargó la realización del diseño de los instrumentos de recolección de datos y del sistema de análisis metodológico y estadístico para un censo de la población carcelaria de Argentina. Schoklender pidió que el pago fuera en computadoras para el centro de estudios.
El 28 de noviembre de 1995 salió en libertad condicional. Apenas salió de la cárcel mantuvo una relación amorosa con María Belén Schneer, durante dos años. Fruto de esa relación nació una hija, Madeleine, a quien Schoklender nunca quiso reconocer. La niña necesitaba tratamientos médicos de por vida debido a problemas respiratorios. La madre comenzó un juicio por filiación y, en abril de 2010, Schoklender se tuvo que realizar el estudio de ADN que dio positivo y demostró el parentesco.
La justicia lo condenó a pagar una cuota alimentaria pero lo hizo solo durante dos meses. En 1996 se casó con su psiquiatra de la cárcel, la doctora Viviana Sala, con quien adoptó a su hijo Alejandro Schoklender.
En 1996 también colaboró en la obra El malestar en el sistema carcelario: Universidad, psicoanálisis, justicia y otros síntomas con varios otros autores, entre ellos, el exjuez de la Corte Suprema Eugenio Zaffaroni.

### Fundación Madres de Plaza de Mayo
Schoklender conoció a Hebe de Bonafini, destacada defensora de los derechos humanos, pero su fuerte amistad comenzó a forjarse hacia 1993. Cuando Sergio salió de la cárcel en 1995, comenzó a trabajar para las Madres de Plaza de Mayo y vivió un tiempo en la casa de Bonafini, quien lo apreciaba como a un hijo y lo caracterizó como una de las personas más maravillosas que conoció por su arduos trabajos para la organización, entre los que se incluye el diseño del proyecto de construcción de viviendas para ciudadanos empobrecidos. Sobre éste se realizó un documental en 2007, Misión Sueños Compartidos, dirigido por Edgardo Cabeza, que tiene como protagonista a Schoklender.
Sergio Schoklender nunca ejerció de psicólogo, pero sí de abogado. Defendió a los Da Bouza, hermanos judios también acusados de parricidio y estableció su propio estudio jurídico. En cuanto a su activismo, Schoklender entrevistó, entre otros, al Subcomandante Marcos y escribió dos libros como homenaje a sus compañeros en la prisión y con el objetivo de concientizar acerca de la mala situación carcelaria de la Argentina.

### Denuncias
En 2011 fue denunciado en dos causas penales, una por incumplimiento de deberes de la asistencia familiar al no pasarle la cuota alimentaria a su hija y la otra por abandono de persona. En 2014 la fiscal Adriana Reynoso Cuello elevó a juicio oral la causa contra Schoklender por considerarlo penalmente responsable del delito de incumplimiento de los deberes de asistencia familiar en perjuicio de su hija. 
Al mismo tiempo se le iban conociendo una enorme cantidad de bienes que incluían un Ferrari, un avión privado de lujo, cuatro yates y seis viviendas en la Ciudad de Buenos Aires.
También fue denunciado por el delito de supuesta apropiación de los bienes de una mujer que había invertido su dinero en un emprendimiento suyo.
En 2010 fue denunciado en el Juzgado Nacional en lo Civil N.º 6 con el expediente Nº67.616/8 en el Juzgado 27 por una estafa en relación con la compra de su casa-quinta de 19 habitaciones, lo cual fue investigado por presunto lavado de dinero.
A la vez, la Fuerza Especial de Lucha Contra el Crimen de Santa Cruz de la Sierra en Bolivia lo estaba investigando por trata de seres humanos por las supuestas irregularidades en la partida de nacimiento de su hijo adoptado en ese país pero que figuraba en los documentos como hijo biológico suyo y de Sala.
En 2011, Schoklender fue acusado de enriquecimiento ilícito por un presunto lavado de dinero y defraudación al Estado debido al desvío de fondos públicos entregados a la Fundación Madres de Plaza de Mayo para la construcción de viviendas sociales en el marco de la Misión Sueños Compartidos.
En el año 2012 fue sobreseído de la acusación de la líder de la Asociación Madres de Plaza de Mayo, Hebe de Bonafini, de amenazas y extorsión. Su empresa, Meldorek, fue contratada formalmente por Sueños Compartidos,  cuando Schoklender era apoderado de la Fundación de las Madres de Plaza de Mayo. Schoklender fue denunciado por el presidente del Banco Central, Martín Redrado, por comprar casi dos millones de dólares para girar al exterior en 2008 y 2009 cuando eso estaba prohibido.
En 2012, fue detenido nuevamente acusado de armar una asociación ilícita para estafar al Estado en un presunto fraude millonario al Estado en la construcción de viviendas sociales con el programa "Sueños Compartidos" de la fundación Madres de Plaza de Mayo y desviar $ 280 millones. Cuando fue detenido, Schoklender  denunció que Néstor Kirchner y Cristina Fernández de Kirchner "eran los jefes de la banda".  Schoklender también aseguró que Cristina Kirchner dio la orden de matar a Nisman.
En 2016, Schoklender fue procesado por el delito de apropiación indebida de aportes de seguridad social correspondiente a los empleados de la Fundación Madres de Plaza de Mayo, a quienes nunca se les había realizado los aportes, a partir de una denuncia de la AFIP.

## Obra
- Sueños postergados. Coimas y corrupción en la patria de los desvíos, Buenos Aires, Editorial Planeta, 2011, ISBN 9789504927884.
- Schoklender : infierno y resurrección, Buenos Aires Ed. Colihue 1995, ISBN 9789505816637.
- Schoklender desde afuera, Ediciones Colihue, 1997, ISBN 9789505816699.
- No ser dios y cuidarlos : Estudiar en la cárcel, con Juan Carlos Andrade; Dieguillo Fernández y Eugenio Zaffaroni.
- La lucha de Octubre
- Esta es mi verdad
- La Cárcel: Criminalización y Reincidencia, artículo en Delito y Sociedad, v1 n1 (20031108): 57.
- Dossier Cárcel. Comisión Asesora de control y propuestas sobre régimen y condiciones del sistema penitenciario federal, artículo en Delito y Sociedad, v1 n2 (20031108): 65.

## Filmografía
| Año  | Película                   | Director       | Interpretado por |
| ---- | -------------------------- | -------------- | ---------------- |
| 1984 | Pasajeros de una pesadilla | Fernando Ayala | Germán Palacios  |
| 2007 | Misión Sueños Compartidos  | Edgardo Cabeza | Él mismo         |